# Вук Бранковић
Вук Бранковић (Косово и Метохија, око 1345 — Косово, 6. новембар 1397) био је српски великаш који је, поред кнеза Лазара (1371—1389), био најзначајнија политичка фигура Србије последње две деценије 14. века.
У народној традицији, упамћен је као издајник српског народа у Косовском боју, иако је чињеница да је скоро до своје смрти Вук био једини који је пружао отпор Турцима. Поред манастира Светог Павла, који је већим делом из темеља обновљен средствима Бранковића, Вук је великим средствима помагао и друге светогорске манастире (Хиландар и Кутлумуш) познато је да је наручивао израду књига, а сматра се да је неколико манастира триконхоналне основе (Свети Архангели у Кучевишту код Скопља и Убожац у Мочарама код Косовске Каменице), карактеристичне за грађевине Моравске школе, могло настати у његово доба.
Припадао је породици Бранковића и био је најмлађи син севастократора Бранка Младеновића, који је у доба Душана Силног (краљ 1331—1346, цар 1346—1355) управљао Охридом. Као зет кнеза Лазара блиско је са њим сарађивао и од малог породичног поседа око Борча у Дреници на Косову створио је пространу област звану Земља Бранковића која је на свом врхунцу обухватала простор између Скопља, Копаоника, Сјенице и горњих токова Таре и Мораче и у којој су се налазили Пећ, Призрен, Вучитрн, Звечан, Комарани, затим рудници Трепча и Брсково, као и Приштина, у којој се налазила његова престоница.
Учествовао је у боју на Косову против Османлија 28. јуна 1389. године, који је вођен у његовој области и у њему је командовао десним крилом српске војске. После битке, у којој је погинуо кнез Лазар, а његови наследници признали врховну власт султана Бајазита (1389—1402), Вук Бранковић је покушао да се одупре Османлијама и очува независност своје области. У то доба, његова моћ достиже врхунац, он се, као пре њега Лазар, потписује као господар Срба и Подунавља, али већ почетком 1392. године губи Скопље и крајем те године постаје османски вазал. Међутим, током наредних година он није извршавао своје вазалне обавезе према султану и покушао је да настави борбу, да би током 1396. године већи део његове државе био заузет, укључујући и Приштину. После пропасти крсташког похода у бици код Никопоља 25. септембра 1396. године, Османлије заузимају остатке његове државе, а Вука одводе у заробљеништво. Највећи део његових поседа припао је кнезу Стефану Лазаревићу (кнез 1389—1402, деспот 1402—1427), стратешки битна места задржале су Османлије, а мала област са седиштем у Вучитрну је остављена његовој супрузи Мари и синовима Гргуру, Ђурђу и Лазару.
Преминуо је 6. новембра 1397. године у османском заробљеништву, а сахрањен је највероватније у светогорском у манастиру Светог Павла или у Хиландару.
Заједно са старијим братом Гргуром насликан је поред цара Уроша на фресци у цркви Богородице Перивлепте у Охриду. Композиција на којој су, поред њих тројице, насликана и три свештена лица из Охрида, смештена је у (северном) параклису Светог Григорија Богослова, на његовом фасадном зиду. Датира се у 1365. годину, а данас доста оштећена.

## Порекло и породица
Вук Бранковић је рођен као трећи и најмлађи син севастократора Бранка Младеновића, у браку са непознатом племкињом. Поред њега, они су имали још троје деце, два сина и једну ћерку, која је била најмлађе дете:
- Никола Радоња (у монаштву Роман и Герасим) (?—3. децембра 1399)
- Гргур (?—пре 16.07. 1398)
- Теодора (Војислава) (?—?), удата за Ђорђа Топију, господара Драча

Око 1371. године Вук се оженио Маром Лазаревић, најстаријом ћерком Лазара Хребељановића и Милице Немањић. У браку са њом, имао је три сина:
- Гргур (у монаштву Герасим) (?—13.03. 1408)
- Ђурађ (око 1375—25. децембра 1456)
- Лазар (?—12.07. 1410)
- Марија Бранковић удата за Дана, господара Влашка

## Биографија

### Ране године и ширење уз Лазара
Вук Бранковић рођен је око 1345. године у браку Бранка Младеновића са непознатом племкињом. Његов отац, био је управник Охрида и од цара Душана је добио високу титулу севастократора. Додељивање овако високе титуле вероватно значи да је Бранко на неки начин био родбински повезан са царском породицом, пошто је иста титула додељена Дејану, који је био ожењен Душановом сестром Јевдокијом.
После Бранкове смрти, пре марта 1365. године, Вук са старијим братом Гргуром напушта Охрид и одлази на породични посед у Дреници. Њихов најстарији брат се пре тога повукао из световног живота и замонашио у Хиландару, коме су Гргур и Вук приложили неке поседе у Дреници 1365. године, што је својом повељом потврдио цар Урош.
Вук се око 1371. године оженио Маром, ћерком кнеза Лазара Хребељановића и Милице Немањић, чиме се родбински повезао са кнезом Лазаром, са којим је тесно сарађивао на ширењу њихових области, пошто је забележено како су они у слози и љубави побеђивали непријатеље своје (Георгије Амартол). Пораз и погибија краља Вукашина (1365—1371) и деспота Угљеше у Маричкој бици 26. септембра 1371. године изменио је прилике у некадашњем Српском царству. Нестанак двојице најмоћнијих велможа и ступање њихових потомака у вазалне односе са османским султаном, искористила је остала моћна властела, укључујући кнеза Лазара и Вука, који је до 1377. године овладао Скопљем, и 1378. године потиснуо Балшиће из Призрена, који су освојили непосредно након битке.
Током 1373. године, Вук је ушао у широку коалицију, створену против жупана Николе Алтомановића, иначе сина његове тетке Ратославе. После његовог слома и ослепљивања у Ужичком Граду, кнез Лазар, бан Твртко, Балшићи и Вук су својим областима припојили делове Николине државе, а у Вуковој области су се нашли Сенице, Звечан и делови Полимља.

### Косовска битка
Продори Османлија ка западним деловима Балканског полуострва обележили су девету деценију 14. века. Мање њихове војске у неколико наврата су потучене, на Дубравници (1381), на Плочнику (1386) и код Билеће (1388), али то није зауставило њихов продор. До велике битке дошло је на Видовдан 15/28. јуна 1389. године на Косову пољу, у области Вука Бранковића. Лазару и Вуку, придружиле су се снаге под командом војводе Влатка Вуковића, које је послао краљ Срба и Босне Твртко I (бан 1353—1377, краљ 1377—1389) са којим су Лазар и Вук одржавали добре односе, иако нису признавали његову врховну власт. Последице битке, у којој су погинули и кнез Лазар и султан Мурат I (1359—1389), а обе војске су се повукле са бојишта, биле су велике.

### Вук као најмоћнији великаш у Србији
Већ 7. јула краљ Угарске Жигмунд Луксембуршки (1387—1437) послао је мачванског бана Николу Горјанског да преговара са Вуком Бранковићем о стварима које су на корист вашу (Вукову) и рашке земље. Исход ових преговора није познат, али су познати догађаји који су уследили. Кнегиња Милица је у договору са патријархом Спиридоном (1379/1380—1389) донела одлуку да се склопи мир са Османлијама и уђе у вазални однос са новим султаном Бајазитом I (1389—1402), што је реализовано пре средине 1390. године. Са друге стране, снаге краљевине Угарске, које је предводио сам Жигмунд, упале су током јесени 1389. године у државу Лазаревића и заузели Борач и Честин. Током лета наредне године, снаге Лазаревића, уз помоћ османских снага су повратиле изгубљена утврђења, а борбе су настављене и током наредних година.
Није познато да ли је и на који начин Вук учествовао у овим борбама, али се зна да је своју власт проширио на горње и средње Полимље. Дешавања у његовом окружењу приморала су га да почетком маја 1390. године у Дубровнику обезбеди себи право на уточиште, уколико се његова област нађе на удару Мађара, Османлија или неког другог. То право није искористио, али је током исте године покушао да поткупи протовестијара Филипа Барелија да му за 500 литара сребра преда један од градова Ђурђа Страцимировића Балшића, највероватније Улцињ. У то доба, Вук почиње да се потписује као господар Србљем и Подунавија односно господар Срба и Подунавља, како се пре њега потписивао кнез Лазар, а поред Мађара, Дубровчани и Млечани га такође виде као главног међу српском властелом. Он је током пролећа 1390. године Дубровчанима потврдио своју ранију повељу, коју је издао уз Лазара, 1387. године. Крајем 1390. и почетком 1391. године Вук је учествовао у свечаном преносу моштију кнеза Лазара, из Приштине у манастир Раваницу. Истовремено се на челу Српске цркве, после смрти патријарха Спиридона, до избора новог патријарха, налазио бивши патријарх Јефрем (1375—1379/1380). Он је након повлачења (1379/1380) живео у Вуковој области и његов поновни долазак на чело цркве (је) највише одговарао интересима Вука Бранковића. Смрт краља Твртка I марта 1391. године донела је велике промене у краљевини Босни, а нове прилике покушао је да искористи и сам Вук, који је пробао да од Дубровачке републике добије Светодмитарски доходак, али је његов захтев одбијен.

### Вазалство и пропаст Вукове државе
Током јесени 1390. или пролећа 1391. године на сабору је за новог патријарха изабран Данило III (1390/1391—1399), чијим избором су Лазаревићи поново стекли и трајно осигурали подршку званичне српске цркве. После губитка ослонца у цркви, Вук Бранковић у јануару 1392. године остаје без Скопља, које заузимају Османлије, након чега отпочиње њихов упад у северније делове његове државе. Детаљи овог похода нису познати, али се, на основу дубровачких докумената, зна да је трајао читаве године, до средине јесени, а власти Дубровачке републике су, од јула до октобра, забраниле својим трговцима одлазак у Србију, због ратних прилика које су у њој тада владале. Овај упад, приморао је Вука да склопи мир и уђе у вазалне односе са султаном Бајазитом I. Он ово потврђује у својој повељи Хиландару, из новембра те године, у којој наводи да је због данка расписао нови порез на целу државу, али се обавезао да ће тај порез, за делове хиландарског властелинства у његовој држави, плаћати он.
Крајем 1393. године и почетком наредне, Бајазит је почео да окупља своје хришћанске вазале у Серу. Сваком од њих је упутио одвојени захтев да дође, тако да нико од њих није знао да ће се сви заједно појавити у Серу. Није познато ко је све дошао у Сер, али се у изворима поред кнеза Стефана Лазаревића, помињу Византинци, цар Манојло II (1391—1425), његов братанац Јован VII (1390) и брат, морејски деспот, Теодор I (1383—1407), као и српски господар Велбужда Константин Драгаш, док се Вук Бранковић није појавио пред султаном. Сматра се да је Бајазит, највероватније, планирао да побије своје вазале у Серу и преузме њихове земље. Он је издао наређење да се они погубе, али оно није извршено одмах, након чега се предомислио, после чега је део њих отпустио кућама, док је са преосталима довршио освајање Тесалије и заузео Солун (12. априла).
Бајазит је у јесен 1394. године поново почео да окупља своје вазале, овога пута за поход против влашког војводе Мирче Старијег (1386—1418). Вук се ни овог пута није појавио, а од српских великаша, прикључили Стефан Лазаревић, Марко Мрњавчевић (1371—1395), Константин Драгаш и Константин Балшић, са својим трупама. Бајазитове снаге су прешле Дунав и до битке је дошло 17. маја 1395. године на Ровинама, недалеко од данашњег Арада. Она се највероватније окончала османским поразом, али Бајазитове снаге нису претрпеле значајне губитке, а влашки војвода је после битке признао султанову врховну власт и обавезао се да му плаћа данак. Сам Вук је у доба када је почело окупљање вазала преговарао са Дубровчанима о депоновању дела својих средстава код њих, након чега је, у три наврата између јануара 1395. и јануара 1396. године, положио преко 600 kg сребра и неколико килограма злата, чија је вредност била око 15.000 дуката. Ово склањање вредности у Дубровник сведочи о непосредној опасности коју је Вук осећао, услед Бајазитових напада на оне који нису признавали његову власт, али и припајања својој држави вазалних држава Марка Мрњавчевића и Константина Дејановића, након њихове погибије у бици на Ровинама.
Османске снаге су после битке заузеле Видин, а почетком 1396. године отпочиње напад на државу Вука Бранковића. Иако је у јануару држао Приштину, Османлије су је вероватно врло брзо заузеле и већ у марту су држале Глухавицу код Раса, у којој се налазио њихов кадија. Њихов продор је настављен, али нису заузели читаву Вукову државу, пошто се у једном дубровачком извештају, из августа исте године, помиње могућност да је Полимље под његовом контролом. Истовремено, у краљевини Угарској су вршене припреме за последњи велики крсташки поход, у коме су учествовале снаге из Енглеске, Француске, Немачке и других европских земаља, као и млетачка флота, која је, преко Црног мора требало да уплови у Дунав и пружи подршку војсци на копну. Вук је вероватно био упознат са овим припремама и рачунао да ће крсташи успети да сузбију османско напредовање на Балкану. Крсташке снаге, којима су се прикључила трупе угарског краља и влашког војводе, су прешле Дунав и заузеле Видин, након чега је поход настављен низ реку и опседнут је Никопољ, у коме се налазио османски гарнизом. Бајазит је због њиховог продора, прекинуо блокаду Цариграда и упутио се ка Дунаву, а његовим снагама су се код Пловдива, прикључили и српски помоћни одреди са Стефаном Лазаревићем на челу.
До велике битке дошло је 25. септембра и у њој су крсташке снаге потпуно разбијене. Иако бројчано веома велика, крсташка војска је била разнолика, што се одразило на одсуство заједничке команде и слабу координацију на бојном пољ, а један од фактора било је и потпуно непознавање османске војске и њеног начина борбе, код западних војски.
Последице пораза код Никопоља за хришћанске државе на Балкану су биле катастрофалне. После ње је уништено Видинско царство, заузета је Атина (1397), Морејска деспотовина је поново опустошена, пад Цариграда је постао практично неизбежан, а област Вука Бранковића су заузеле Османлије. Он сам је заробљен и врло брзо (6. новембра 1397) је и умро у заробљеништву. Његово тело преузео је његов најстарији брат Никола Радоња и сахранио га на Светој гори, највероватније у Светом Павлу, у коме је живео и који је обновљен из темеља добрим делом средствима Бранковића или у Хиландару.
Већи део његових области је предат на управу кнезу Стефану, мали део (са средиштем у Вучитрну) је остављен његовој супрузи Мари и синовима (Гргуру, Ђурђу и Лазару), док су Османлије под својом директном влашћу задржале стратешки битна места (Звечан, Јелеч и Глухавица).

## Народно предање о смрти
Према народном предању из Босилеградског Крајишта, данашњи регион Крајиште (Босилеградски крај) био је под управом војвода — краља Буса (или Бусила) и Вука Бранковића, кога тамошњи народ назива именом „Краљ Бранковски”. Утврђење краља Буса било је на месту Градиште, око један километар од Босилеграда, док је Вук Бранковић имао утврђење петнаестак километара југозападно, у данашњем селу Бранковци које је име понело на њему. Остаци овог утврђења постоје и данас.
Када су Турци покорили ћустендилски крај, двоје војвода се држало још дуго времена, због конфигурације планинског терена.
Убрзо су Турци и њих покорили. Прво је покорен Вук Бранковић, док је Бусилово утврђење било много јаче и одолевало нападима. Високи зидови тврђаве, густа шума и стрме литице око ње нису дозвољавали Турцима да јој приђу. Тада су се они послужили лукавством, натеравши Бранковића да пошаље поруку краљу Бусилу да изађе из тврђаве, пошто Турака нема више, да би отишли на причешће у цркву Св. Спаса код села Рајчиловци. Приликом изласка краљ Бус је дао заповед својим људима да затворе тврђаву и да је добро чувају.
Међутим, када је стигао код цркве, Турци су га заробили и убили на зверски начин, заједно са Вуком Бранковићем. Тада су Турци спалили Босилеград.

## Популарна култура
Његов лик се појављује у филму Бој на Косову из 1989. године и тумачи га Војислав Брајовић.

## Галерија
- Земља Бранковића
- Манастир Светог Павла
- Манастир Кутлумуш
- Манастир Хиландар